# جاكومو ليوباردي
جاكومو ليوباردي (Giacomo Leopardi) شاعر وكاتب إيطالي، ولد في 29 يونيو 1798 في راكنتي وتوفي في 14 جوان 1837 في نابولي.
و تغلب على مؤلفاته القتامة والألم.
جاكومو ليوباردي: ولد في التاسع والعشرين من حزيران/يونيو سنة 1798. وقد درس اللاتينية واللاهوت والفلسفة، وكتب أول أعماله وهو في الخامسة عشرة من عمره. أصيب مبكراً بمرض خطير ظلَّ يعاني تداعياته طيلة حياته. كان مناهضاً كبيراً للحركة الرومانسية وكتب ضدَّها «ما تحدَّثَ به إيطاليٌّ حول القصيدة الرومانتيكية». عاش حياة هي أقرب إلى العزلة؛ ومن روائعه القصائد الخمس: «الفكر المسيطر»، «حب وموت»، «إلى ذاتِه»، «كونسالفو»، و«أسباسيا»، التي كُتبت بين عامَي 1831 و1835. آخر مؤلفاته: «غروب القمر ونبتة الوزَّال». توفي في نابولي سنة 1837.

## السيرة الذاتية
ولد ليوباردي لعائلة نبيلة محلية، في ريكاناتي بماركي، في العصر الذي ساد فيه الحكم البابوي. كان والده الكونت مونالدو ليوباردي مولعًا بالأدب لكن الضعيف منه والرجعي، وظل مقيدًا بالتحيزات والأفكار القديمة. وكانت والدته مارشونيس أديلاد أنتشي ماتي، امرأة متسلطة وباردة، ومهووسة بإعادة بناء ثروات العائلة المالية، التي بددها زوجها نتيجة إدمانه لعب القمار. سيطر على المنزل انضباط شديد فيما يخص الدين والاقتصاد. تركت مع ذلك طفولة جاكومو السعيدة، والتي قضاها مع أخيه الأصغر كارلو أورازيو وأخته باولينا، بصمتها على الشاعر، والذي سجل تجاربه في قصيدة الذكريات.
بدأ ليوباردي دراساته وفقًا للتقليد العائلي المتبع، تحت إشراف اثنين من القساوسة، ولكن ظمأه للمعرفة قد ارتوى أولاً في مكتبة والده الثرية. وشرع ليوباردي في القراءة الموسعة والمعمقة نتيجة توجيه مبدئي من الأب سيبستيانو سانشيني. اشتملت تلك الدراسات المجنونة والأكثر يأسًا على معرفة غير عادية بالثقافة الفلسفية والكلاسيكية -كان بإمكانه الكتابة والقراءة بطلاقة في اللغة اللاتينية واليونانية القديمة والعبرية- لكنه افتقر إلى التعليم الرسمي المنفتح والمحفز. ودرس بشكل متواصل بين سن الثانية عشر والتاسعة عشر، مدفوعًا أيضًا بالحاجة إلى الهروب الروحي من البيئة القاسية في منزل والده الفخم. وأضعفت دراسته المتواصلة بنيته الجسدية الهشة بالفعل، وحرمه مرضه من أبسط متع الشباب، ربما كان مرض الدرن أو التهاب الفقرات التيبسي.
وصل الكاتب الكلاسيكي بيترو جورداني إلى مقاطعة ليوباردي في عام 1817. وأصبح صديقًا لجاكومي طوال الحياة، وهو الأمر الذي استمد منه إحساسًا بالأمل في المستقبل. وازدادت حياته سوءًا خلال تلك الفترة في ريكاناتي إلى الحد الذي حاول فيه الهروب في عام 1818 لكن أمسكه والده وأعاده للمنزل. واستمرت العلاقة بين الأب والابن بعد ذلك في التدهور، وكان جاكومي مراقبًا باستمرار من بقية أسرته. وأصيب بخيبة أمل عميقة في عام 1822 عندما تمكن من الإقامة مع عمه لفترة قصيرة في روما، نتيجة جو الفساد والانحلال ونتيجة رياء الكنيسة. تأثر بضريح توركواتو تاسو لشعوره بأنه مقيد بحالة عامة من التعاسة. وبينما عاش فوسكولو حياة صاخبة بين المغامرات والعلاقات العاطفية والكتب، فإن ليوباردي كان قادرًا بالكاد على الهروب من الاضطهاد المنزلي. بدت روما بالنسبة لليوباردي جديرة بالازدراء ومتواضعة عند مقارنتها بالصورة النموذجية التي شكلها لها. وعانى بالفعل من خيبة الأمل في الحب في موطنه مع ابنة عمه جيلترود كاسي. واستمرت أمراضه الجسدية خلال ذلك الوقت في التدهور.
تلقى جاكومي دعوة إلى ميلان في عام  1824، من صاحب مكتبة ستيللا، إذ طلب منه كتابة عدد من الأعمال بما في ذلك المقتطفات الإيطالية في الشعر والنثر. وسافر خلال تلك الفترة متنقلًا بين ميلان وبولونيا وفلورنسا وبيزا. والتقى ليوبادري في فلورنسا في عام 1827 مع أليساندور مانزوني. وقام بزيارة جورداني والتقى بالمؤرخ بيترو كوليتا. ورفض ليوباردي في عام 1828 عرضًا قدمه سفير بروسيا في روما، ليشغل منصب الأستاذية في بون أو برلين، إذ كان ضعيف بدنيًا ومتعبًا بسبب العمل. وترك في نفس العام عمله مع مكتبة ستيللا وعاد إلى ريكاناتي. وعرض عليه كوليتا في عام 1830 فرصة للعودة إلى فلورنسا بفضل مساهمة مالية من (أصدقاء توسكانا). وسمحت له طباعة عمله اللاحق «سانتي» أن يعيش بعيدًا عن ريكاناتي حتى عام.1832 عثر ليبوباردي على جماعة مشابهة بين الليبراليين والجمهوريين الذين يسعون لتحرير إيطاليا من عبودية الإقطاع وحتى النمسا. على الرغم من أن أفكاره الفريدة والمتشائمة جعلته حزبًا لوحده، فإنه أدان الدستوريين والجمهوريين والديموقراطيين، وكان داعمًا للحركات التي تدعو الإيطاليين إلى النضال من أجل استقلالهم.

## روابط خارجية
- جاكومو ليوباردي على موقع الموسوعة البريطانية (الإنجليزية)
- جاكومو ليوباردي على موقع ميوزك برينز (الإنجليزية)
- جاكومو ليوباردي على موقع إن إن دي بي (الإنجليزية)
- جاكومو ليوباردي على موقع ديسكوغز (الإنجليزية)